# Nastri d'argento 1948
Els Nastri d'argento 1948 foren la tercera edició de l'entrega dels premis Nastro d'Argento (Cinta de plata).

## Guanyadors

### Millor llargmetratge
- Gioventù perduta de Pietro Germi

### Millor director
- Alberto Lattuada - Il delitto di Giovanni Episcopo
- Giuseppe De Santis - Caccia tragica

### Millor argument
- Ennio Flaiano - Roma città libera

### Millor guió
- Gaspare Cataldo, Guido Pala i Alberto Vecchietti - I fratelli Karamazoff

### Millor fotografia
- Piero Portalupi - Preludio d'amore

### Millor escenografia
- Piero Filippone - La figlia del capitano

### Millor banda sonora
- Renzo Rossellini - I fratelli Karamazoff

### Millor interpretació de protagonista femenina
- Anna Magnani - L'onorevole Angelina

### Millor interpretació de protagonista masculí
- Vittorio De Sica - Cuore

### Millor interpretació femenina de repartiment
- Vivi Gioi - Caccia tragica

### Millor interpretació masculí de repartiment
- Nando Bruno - Il delitto di Giovanni Episcopo

### Millor documental
- Piazza San Marco de Francesco Pasinetti
- N. U. - Nettezza urbana de Michelangelo Antonioni

### Millor actor estranger en pel·lícula italiana
- Jacques Sernas - Gioventù perduta

### Millor actor debutant
- Luigi Tosi - Tombolo, paradiso nero

### Pel significat moral del guió
- Giovanni Battista Angioletti - L'ebreo errante

### Millor pel·lícula estrangera
- My Darling Clementine (Sfida infernale) - de John Ford